# Broncospasmo
In medicina il termine broncospasmo identifica il restringimento del lume bronchiale, ovvero la riduzione del calibro dei bronchi dovuto ad una  contrazione anomala della muscolatura liscia che circonda la parete bronchiale. Questo restringimento dei bronchi provoca grave difficoltà respiratoria secondaria ad un ridotto passaggio dell'aria.

## Segni e sintomi
Il paziente affetto da broncospasmo riferisce pressoché sempre dispnea (difficoltà respiratoria) e molto spesso una sensazione di fastidio, costrizione toracica o franco dolore toracico. Talvolta è presente tosse insistente, in particolare in inspirazione.

Alla auscultazione del torace sono facilmente percepibili:
- Espirio prolungato
- Fischi
- Sibili (prevalentemente espiratori)

## Patogenesi
Il broncospasmo si associa a una riduzione del calibro dei bronchi. Quest'ultimo determina un aumento della resistenza al flusso dell'aria, con conseguente necessità di aumentare la differenza di pressione fra gli alveoli e la bocca per mantenere un flusso espiratorio adeguato. Tale aumento si determina utilizzando i muscoli espiratorii (intercostali interni, muscoli addominali) che normalmente non vengono utilizzati. L'espirazione infatti nel soggetto sano è data dal rilasciamento del diaframma e dal ritorno del sistema toraco-polmonare a una situazione di equilibrio). La necessità del reclutamento dei muscoli espiratori determina fatica ed insorgenza di dispnea (respiro difficoltoso e penoso). Il mantenersi di uno stato di broncospasmo comporta l'aumento della quantità di aria che rimane intrappolata nei polmoni alla fine dell'espirazione (iperdistensione del polmone).

## Cause
Il broncospasmo si può associare a diversi tipi di problemi. Fra questi:

### Infiammazione dei bronchi
A riposo, nel corso degli atti respiratori, attraverso i bronchi si movimenta una quantità relativamente fissa di aria. Il bronco infatti è una struttura anatomica di tipo tubulare con la funzione di veicolare l'aria in direzione degli alveoli polmonari e, successivamente alla scambio gassoso, di ritrasportare la stessa aria verso l'esterno.
Il processo di infiammazione della mucosa bronchiale determina un restringimento del lume bronchiale. Inoltre l'infiammazione stessa innesca dei meccanismi che portano alla contrazione della muscolatura dei bronchi, causando broncospasmo acuto e restringimento bronchiale. Questi due meccanismi determinano una riduzione della quantità di aria che raggiunge gli alveoli. I tentativi di compenso del corpo comportano un aumento della frequenza respiratoria (tachipnea) ed il riflesso della tosse.

### Broncospasmo indotto dall'esercizio
Il broncospasmo indotto dall'esercizio compare quando si esegue un'attività fisica da moderata a intensa, causando una riduzione del volume corrente, e quindi, una ridotta capacità di resistenza. La causa esatta del broncospasmo indotto dall'esercizio non è nota. Secondo alcuni la respirazione rapida che si ha durante l'esercizio e l'introduzione di aria più fredda determinano un'eccessiva secchezza della mucosa bronchiale. Quando le mucose divengono meno umide della norma si irritano e ciò causa la broncocostrizione. Secondo altri autori il broncospasmo indotto dall'esercizio sarebbe causato da un'infiammazione dei bronchi (bronchite). Questa infiammazione sarebbe la conseguenza di una lesione di tipo meccanico allo strato di cellule che rivestono le vie respiratorie causata dagli elevati flussi di aria che si muovono attraverso quelle vie aeree nel corso dell'esercizio. Statisticamente il broncospasmo indotto dall'esercizio si verifica con frequenza più elevata nei periodi dell'anno in cui aumentano le forme di asma allergico.

### Iperreattività bronchiale
In alcuni pazienti la mucosa bronchiale reagisce in modo eccessivo a stimoli di natura diversa, che in altri individui risultano essere assolutamente normali. Questa iperreattività bronchiale determina broncospasmo. Tra gli agenti che scatenano il quadro clinico vi possono essere fattori respiratori ovvero sostanze presenti nell'ambiente (pollini, fumo, polveri inquinanti) o addirittura farmaci. La iperreattività è presente in diverse situazioni: bronchiolite, asma, reazione anafilattica, reazione orticarioide grave, sensibilità chimica multipla. La iperreattività della muscolatura dei bronchioli è il risultato della esposizione a stimoli che in normali circostanze non determinerebbero alcuna risposta. La broncocostrizione e l'infiammazione determinano un restringimento delle vie aeree ed un aumento nella produzione di muco. Questo fatto riduce la quantità di ossigeno disponibile per il soggetto causando dispnea, tosse ed ipossia.

### Broncospasmo paradosso
È un tipo di broncospasmo prodotto dall'utilizzo di un broncodilatatore simpaticomimetico.

Si tratta di una reazione assolutamente contraria alla reazione normalmente prodotta da un broncodilatatore. La reazione paradossa causa costrizione od ostruzione delle vie aeree immediatamente dopo l'inizio del trattamento.

### Broncospasmo in età pediatrica
I soggetti in età pediatrica con grande frequenza possono presentare un quadro di broncospasmo. Normalmente questo quadro è causato da infezioni delle alte vie respiratorie, frequentemente di origine virale, che spesso si autorisolvono, e che si associano ad un'infiammazione dei bronchi. Quadri di broncospasmo in età pediatrica possono anche associarsi ad interventi chirurgici otorinolaringoiatrici, ed in particolare ad interventi di adenotonsillectomia. L'incidenza globale è però piuttosto bassa, intorno al 1,8%.

## Trattamento
- Broncodilatatori ad azione rapida: somministrati per nebulizzazione od aerosolterapia.
  - Salbutamolo (conosciuto anche come albuterolo)
  - Fenoterolo
  - Terbutalina
- Broncodilatatori a lunga durata d'azione.
  - Formoterolo
  - Salmeterolo
- Stabilizzatori dei mastociti
  - Sodio cromoglicato
  - Nedocromile sodico
- Anti-leucotrieni
  - Montelukast
  - Zafirlukast